# Chens-sur-Léman
 Chens-sur-Léman  (en francoprovenzal Chens) es una población y comuna francesa, en la región de Ródano-Alpes, departamento de Alta Saboya, en el distrito de Thonon-les-Bains y cantón de Douvaine.
Está integrada en la Communauté de communes du Bas-Chablais .

## Demografía
| 325 | 313 | 380 | 447 | ABS. | 572 | 589 | ABS. | 560 | 558 | 547 | 531 | 576 | 604 | 588 | 620 | 628 | 613 | 568 | 606 | 503 | 543 | 515 | 506 | 475 | 516 | 568 | 636 | 835 | 856 | 1 063 | 1 274 | 1 740 |
| Para los censos de 1962 a 1999 la población legal corresponde a la población sin duplicidades (Fuente: INSEE [Consultar]) |     |     |     |      |     |     |      |     |     |     |     |     |     |     |     |     |     |     |     |     |     |     |     |     |     |     |     |     |     |       |       |       |